# Восточная Бенгалия и Ассам
 Провинция Ассам  также известна как  Восточная Бенгалия и Ассам  (бенг. পূর্ববঙ্গ ও অসম) — одна из провинций Британской Индии, которая состояла из восточной части бывшей провинции Бенгалия и провинции Ассам. 

## История
Новая область появилась 16 октября 1905 года, после разделения Бенгалии из-за насилия, которые совершали бенгальские мусульмане. Бенгальские индуисты протестовали против разделения Бенгалии, протестами они заставили Британскую власть аннулировать разделение в 1911 году. Недолго просуществовавшая провинция была расформирована, и Ассаму был возвращён статус провинции, управляемой главным комиссаром.